# タイン・アンド・ウィア・メトロ4000形電車
4000形（イギリス鉄道994形）は、タイン・アンド・ウィアの都市高速鉄道およびライトレールであるタイン・アンド・ウィア・メトロ（英語: Tyne and Wear Metro）に在籍する電車。1980年の開業時から継続して使用されている。

## 概要
タイン・アンド・ウィア・メトロ開通に備え、イギリスのメトロキャメルで製造された電車。設計は西ドイツのシュタットバーン向けに製造が行われたデュワグ製のB形電車が基となっており、デュワグはGECトラクションと共に電気機器の製造にも参加している。編成は2車体連接車で主に2編成を連結した状態で営業運転に用いられており、最大3編成まで連結可能な設計となっている。制動装置として空気ブレーキに加え非常用の電磁吸着ブレーキが搭載されている。
車両番号は車体ごとに付けられており、タイン・アンド・ウィア・メトロの番号（4001+4002 - 4089+4090）に加え、2002年以降はペロー駅 - サンダーランド駅間でネットワーク・レールが管理する鉄道路線を走行する事からTOPSに基づいた車両番号（994001+994002 - 994089+994090）も使用されている。

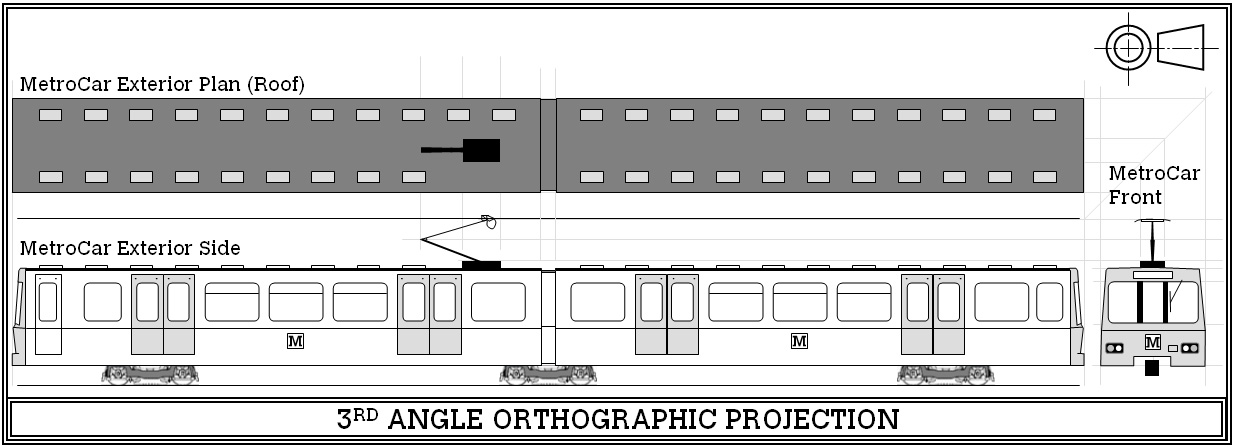
形式図（外観）
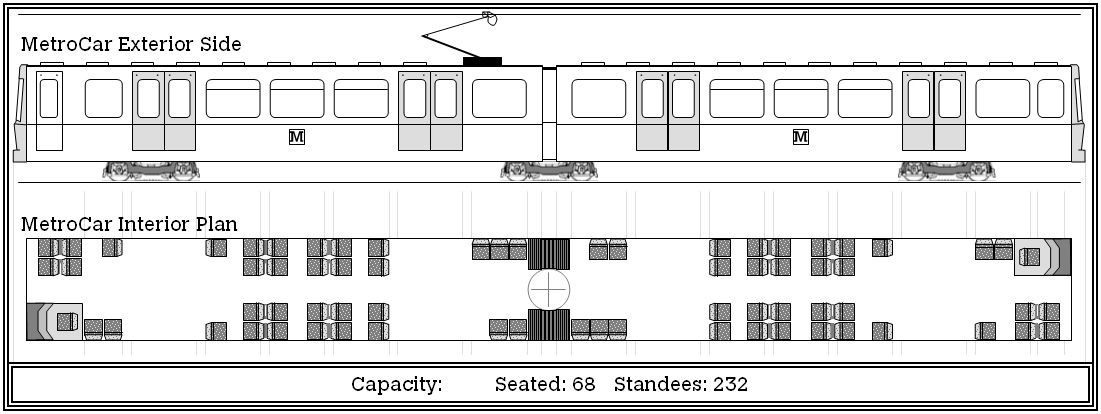
形式図（車内）

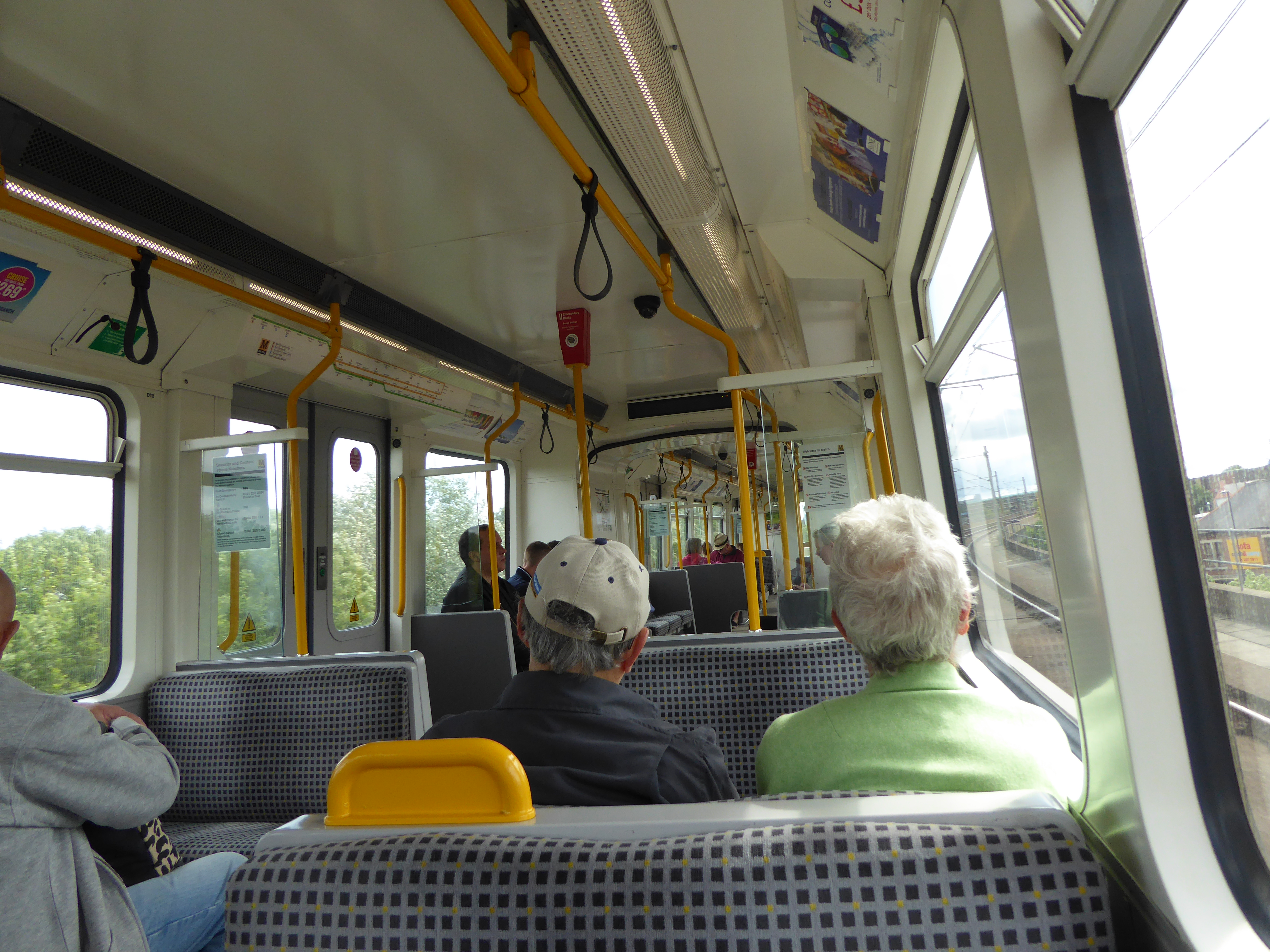
車内

## 運用
開業に先立ち、1975年に試作車（4001+4002）が製造され、ノース・タインサイドに設置された全長2.4kmの実験線を用いた試運転が実施された。その結果に基づき、1979年から1981年にかけて量産車の製造が行われた。
営業運転開始後は1995年-2000年、2010年-2015年の2度に渡る近代化・延命工事が実施され、塗装変更や車内の改装に加え主要機器の更新も行われた。2019年現在、脱線事故により長期休車となっている4021+4022（994021+994022）編成を除いた44編成が運用に就いている。

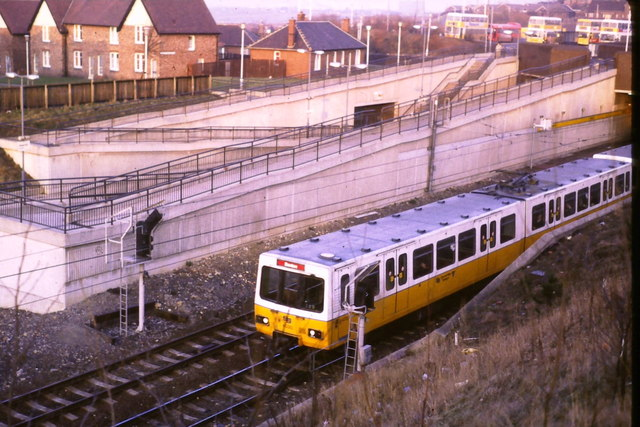
登場時の塗装（1985年撮影）
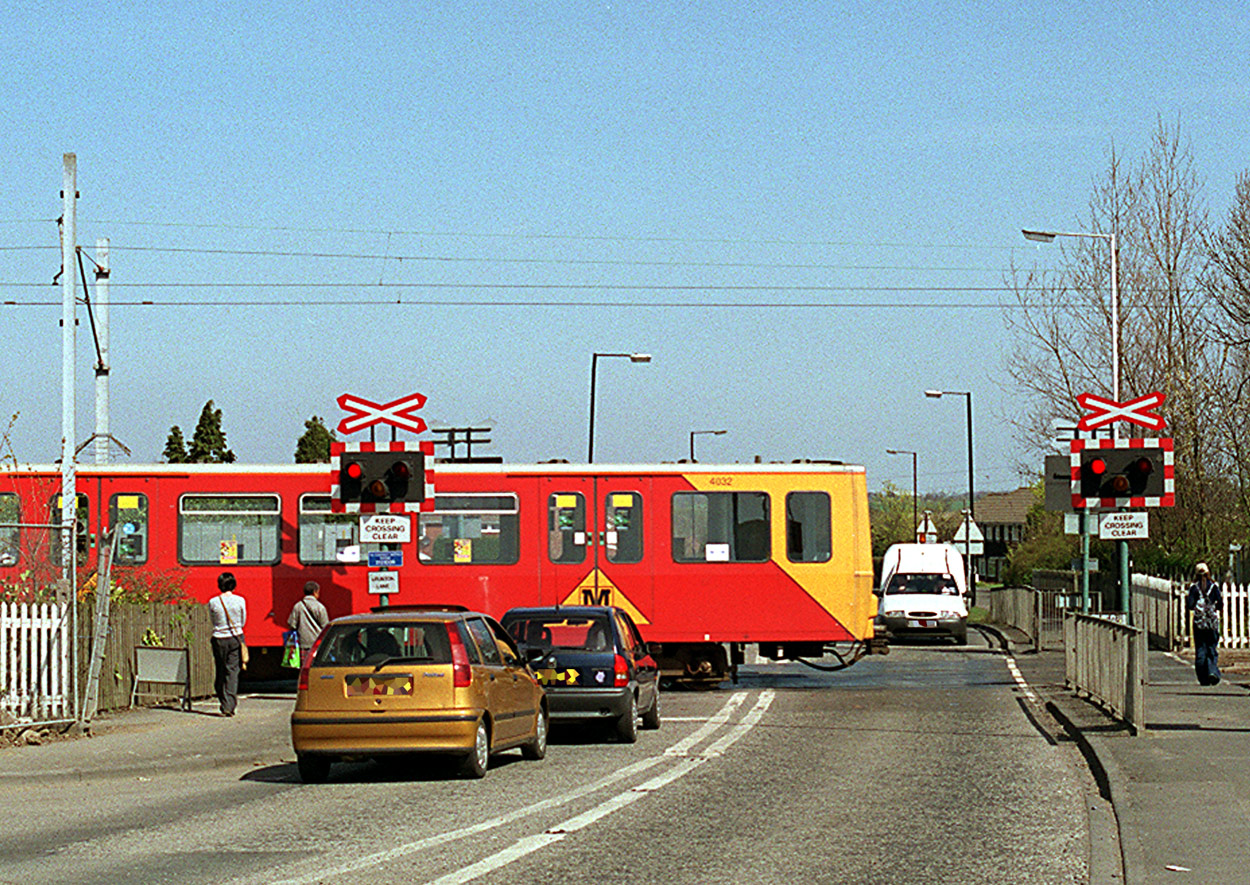
1990年代以降の塗装（赤）
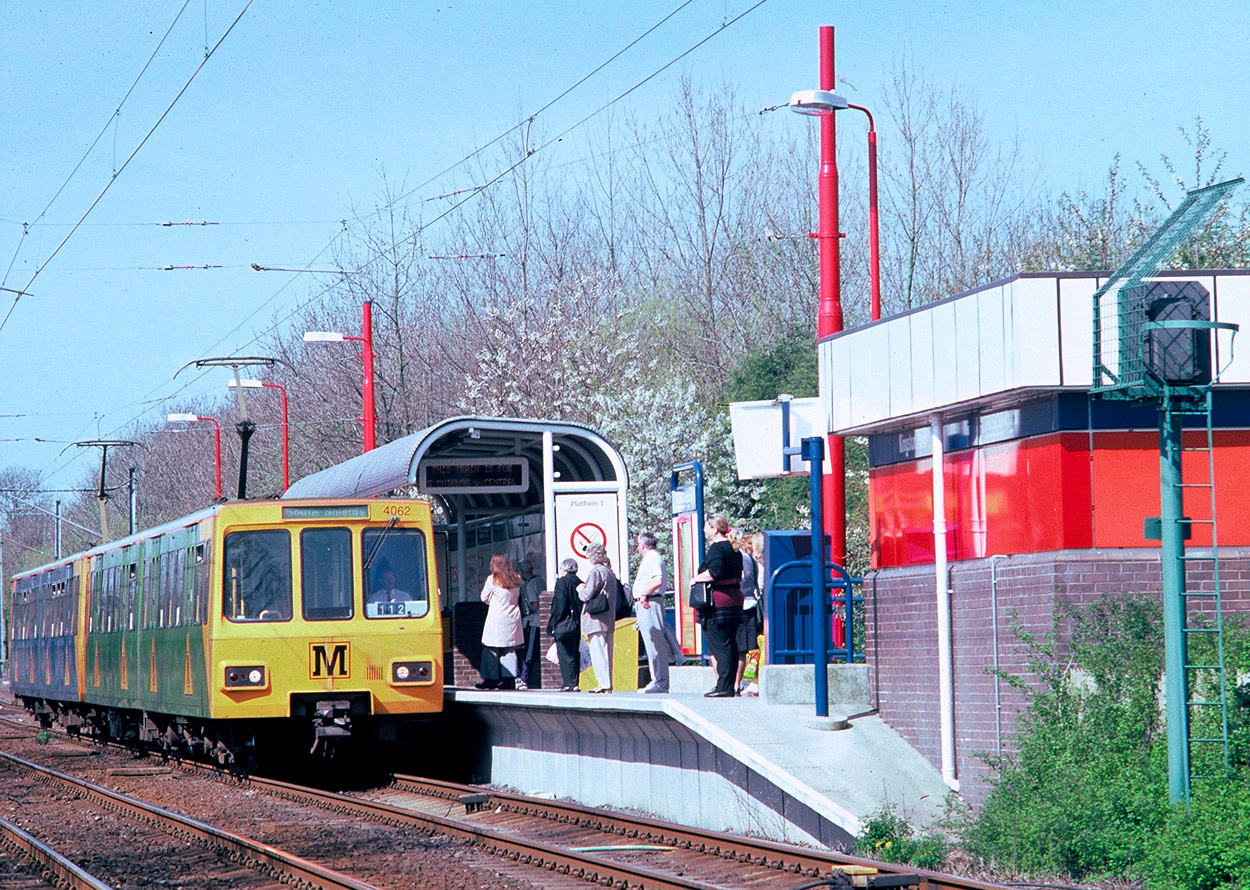
1990年代以降の塗装（青・緑）
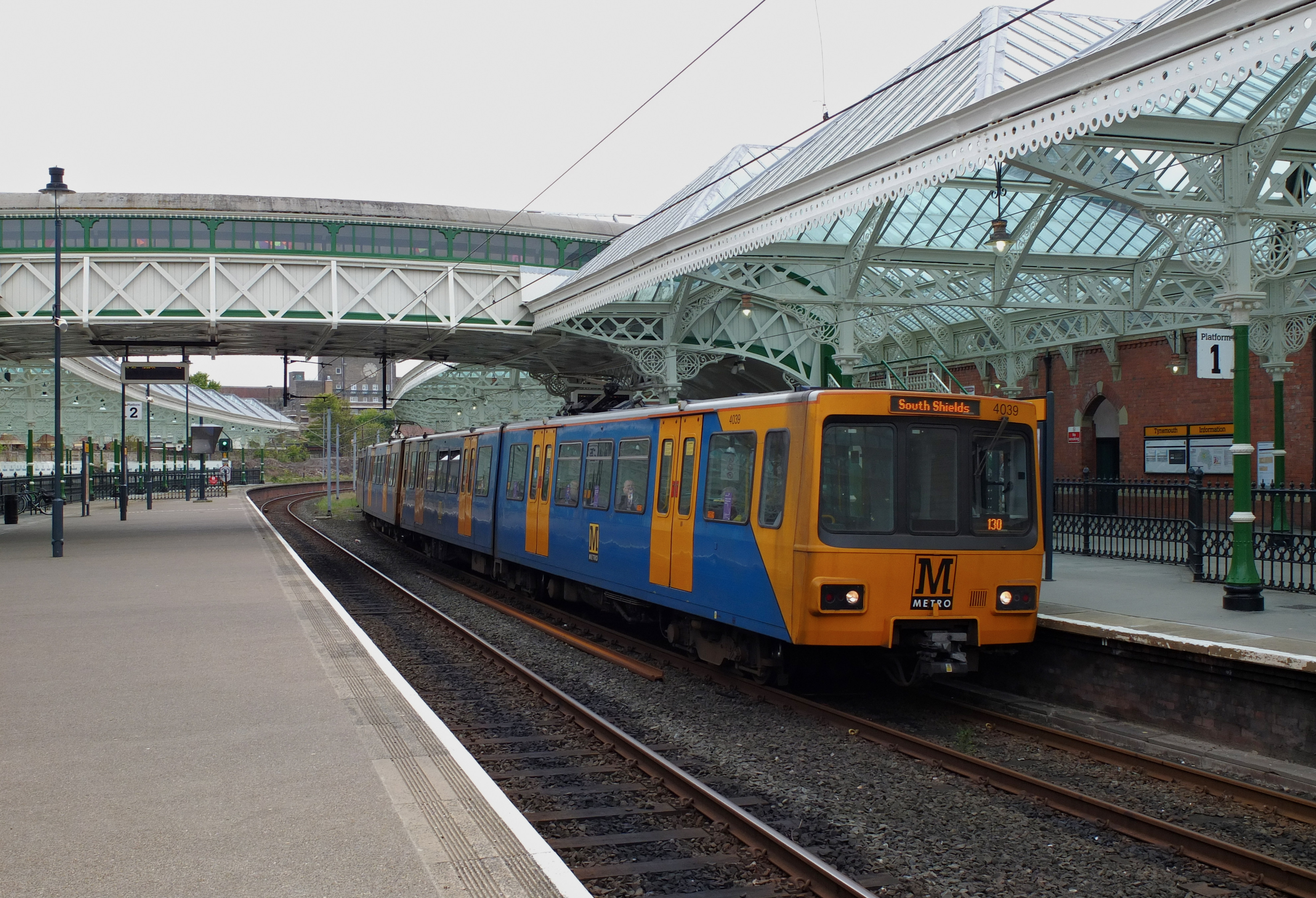
2005年以降は乗降扉が黄色に塗られた（青）
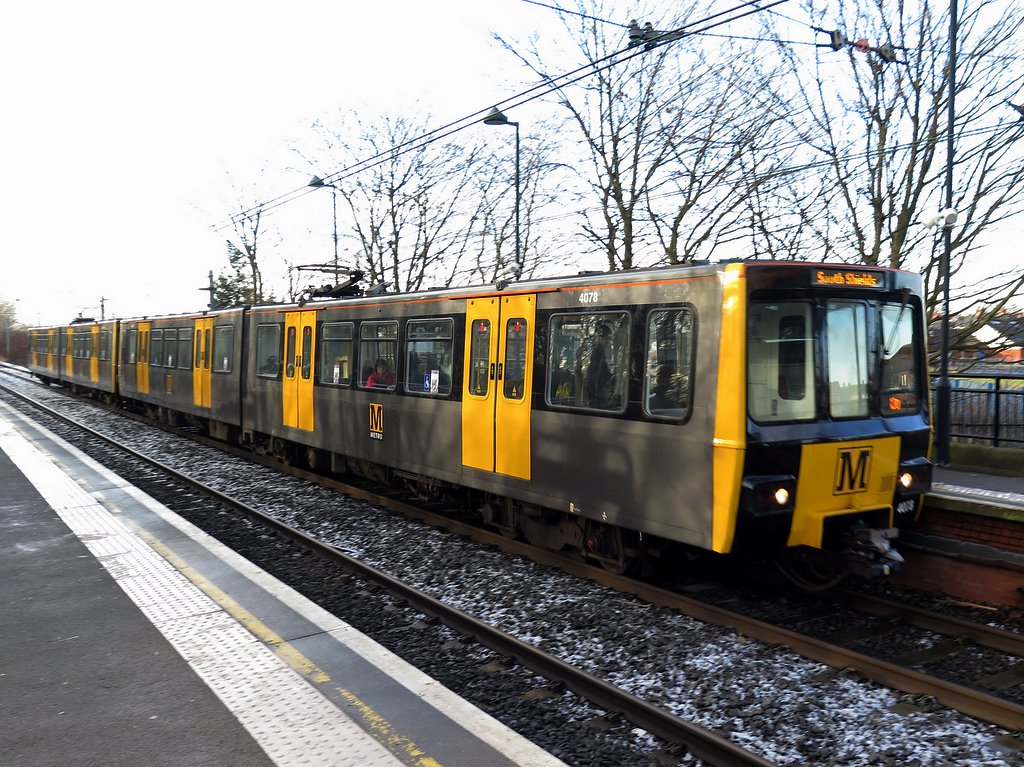
2010年のリニューアル以降の塗装

## 今後の予定
2015年の時点で試作車の製造から40年が経過し、量産車についても老朽化が進行していた事から、ウェブテック・レールで実施された2度目の近代化工事は2025年までの耐用年数延長が目的となっていた。それも踏まえてタイン・アンド・ウィア・メトロを運営するネクサスは4000形の全車両を置き換える計画を立てており、2023年以降導入されるシュタッドラー・レール製の新型車両によって2024年までに引退する予定となっている。